# Pseudoeurycea ahuitzotl
El tlaconete (Pseudoeurycea ahuitzotl) es una especie de anfibio caudado (salamandras) de la familia Plethodontidae. Es endémica de las montañas del estado de Guerrero en México, más concretamente de bosques sobre los 2000 m de altitud en el cerro Teotepec en la Sierra de Atoyac. Está catalogada en la lista roja de la UICN como en peligro crítico de extinción, y no se ha encontrado desde la década de 1960. Su principal amenaza es la  destrucción de su hábitat, debido a la tala y la agricultura.